# Lakehead-Lakeshore
Lakehead-Lakeshore és una concentració de població designada pel cens dels Estats Units a l'estat de Califòrnia. Segons el cens del 2000 tenia 549 habitants.

## Demografia
Segons el cens del 2000, Lakehead-Lakeshore tenia 549 habitants, 240 habitatges, i 173 famílies. La densitat de població era de 20,7 habitants/km².
Dels 240 habitatges en un 20,4% hi vivien nens de menys de 18 anys, en un 60,8% hi vivien parelles casades, en un 7,5% dones solteres, i en un 27,9% no eren unitats familiars. En el 22,9% dels habitatges hi vivien persones soles el 10,8% de les quals corresponia a persones de 65 anys o més que vivien soles. El nombre mitjà de persones vivint en cada habitatge era de 2,29 i el nombre mitjà de persones que vivien en cada família era de 2,63.
Per edats la població es repartia de la següent manera: un 17,7% tenia menys de 18 anys, un 3,6% entre 18 i 24, un 18,9% entre 25 i 44, un 35,9% de 45 a 60 i un 23,9% 65 anys o més.
L'edat mediana era de 49 anys. Per cada 100 dones de 18 o més anys hi havia 98,2 homes.
La renda mediana per habitatge era de 31.316 $ i la renda mediana per família de 31.316 $. Els homes tenien una renda mediana de 21.027 $ mentre que les dones 38.333 $. La renda per capita de la població era de 17.326 $. Entorn del 9,4% de les famílies i l'11,8% de la població estaven per davall del llindar de pobresa.

## Poblacions més properes
El següent diagrama mostra les poblacions més properes.